# Iraqi Premier League 2016/17
Die Iraqi Premier League 2016/17 war die 43. Spielzeit der höchsten irakischen Fußballliga seit ihrer Gründung im Jahr 1974. Die Saison begann am 15. September 2016 und endete am 10. August 2017. Titelverteidiger war der al-Zawraa SC.

## Modus
Die Vereine spielten ein Doppelrundenturnier aus, womit sich insgesamt 38 Spiele (durch den Rückzug des Erbil SC wurden nur 36 ausgespielt) pro Mannschaft ergaben. Dies stellte eine Veränderung zur Vorsaison dar, die zunächst in zwei Gruppen zu je zehn Mannschaften mit anschließender Finalrunde ausgetragen wurde. Es wurde nach der 3-Punkte-Regel gespielt (drei Punkte pro Sieg, ein Punkt pro Unentschieden). Die Tabelle wurde nach den folgenden Kriterien bestimmt:
1. Anzahl der erzielten Punkte
2. Tordifferenz aus allen Spielen
3. Anzahl Tore in allen Spielen

Am Ende der Saison sollte sich die punktbeste Mannschaft für die Gruppenphase der AFC Champions League 2018 qualifizierte. Zusätzlich hätte der Sieger des Iraq FA Cups an der zweiten Qualifikationsrunde der Champions League teilgenommen. Da beide aber keine Lizenz für die Champions League erhielten, starteten beide stattdessen in der Gruppenphase des AFC Cup 2018. Die zwei Vereine mit den wenigsten Punkten stiegen in die zweitklassige Iraq Division One ab.

## Teilnehmer
Der al-Hussein SC schaffte als Meister der Finalrunde der Iraq Division One 2015/16 zum ersten Mal in seiner Vereinsgeschichte den Aufstieg in die Iraqi Premier League. Der zweite Aufsteiger, der al-Bahri SC, spielte zuletzt in der Saison 1990/91 in der höchsten irakischen Liga, als der Verein zur Saisonhälfte aufgelöst wurde.
Die zwei Aufsteiger ersetzten die zwei letztplatzierten Vereine der Saison 2015/16, den Duhok SC, der sich mitten in der Saison aus der Liga zurückzog, und den al-Sinaa SC. Der Al-Sinaa SC musste nach nur einem Jahr in der Iraqi Premier League wieder in die Iraq Division One zurück. Für den Duhok SC bedeutete der Abstieg das Ende seiner 18-jährigen Zugehörigkeit zum irakischen Fußball-Oberhaus.
| Verein               | Beheimatet in, Gouvernement | Stadion                        |
| -------------------- | --------------------------- | ------------------------------ |
| al-Bahri SC          | Basra, Basra                | al-Zubair Stadium              |
| Al-Hedod SC          | Bagdad, Bagdad              | al Quwa al Jawiya Stadium      |
| al-Hussein SC        | Bagdad, Bagdad              | Five Thousand Stadium          |
| Al-Kahrabaa SC       | Bagdad, Bagdad              | al-Naft Stadium                |
| al-Karkh SC          | Bagdad, Bagdad              | al Karkh Stadium               |
| al-Mina’a SC         | Basra, Basra                | Basra Sports City Stadium      |
| al-Naft SC           | Bagdad, Bagdad              | al Naft Stadium                |
| Al-Najaf SC          | Nadschaf, an-Nadschaf       | Al-Najaf International Stadium |
| al-Quwa al-Dschawiya | Bagdad, Bagdad              | al Quwa al Jawiya Stadium      |
| al-Samawa SC         | Samawa, al-Muthanna         | al-Samawa Stadium              |
| al-Shorta SC         | Bagdad, Bagdad              | al-Shaab-Stadion               |
| al-Talaba SC         | Bagdad, Bagdad              | al Quwa al Jawiya Stadium      |
| al-Zawraa SC         | Bagdad, Bagdad              | al-Shaab-Stadion               |
| Amanat Baghdad SC    | Bagdad, Bagdad              | Amanat Baghdad Stadium         |
| Erbil SC             | Erbil, Erbil                | Franso-Hariri-Stadion          |
| Karbala SC           | Kerbela, Kerbela            | Karbala International Stadium  |
| Naft al-Janoob SC    | Basra, Basra                | Naft al-Janoob Stadium         |
| Naft al-Wasat SC     | Nadschaf, an-Nadschaf       | Al-Najaf International Stadium |
| Naft Maysan SC       | Amara, Maisan               | al-Maimouna Stadium            |
| Zakho SC             | Zaxo, Dahuk                 | Zakho International Stadium    |

## Abschlusstabelle
| Pl. | Verein                   | Sp. | S  | U  | N  | Tore    | Diff. | Punkte |
| --- | ------------------------ | --- | -- | -- | -- | ------- | ----- | ------ |
| 1.  | al-Quwa al-Dschawiya (P) | 36  | 23 | 12 | 1  | 059:230 | +36   | 81     |
| 2.  | al-Naft SC               | 36  | 22 | 11 | 3  | 061:170 | +44   | 77     |
| 3.  | al-Shorta SC             | 36  | 21 | 12 | 3  | 055:260 | +29   | 75     |
| 4.  | al-Zawraa SC (M)         | 36  | 21 | 9  | 6  | 067:280 | +39   | 72     |
| 5.  | Naft al-Wasat SC         | 36  | 19 | 11 | 6  | 045:260 | +19   | 68     |
| 6.  | al-Mina’a SC             | 36  | 18 | 12 | 6  | 040:240 | +16   | 66     |
| 7.  | al-Talaba SC             | 36  | 14 | 12 | 10 | 051:380 | +13   | 54     |
| 8.  | Amanat Baghdad SC        | 36  | 12 | 15 | 9  | 026:210 | +5    | 51     |
| 9.  | Al-Najaf SC              | 36  | 12 | 13 | 11 | 041:380 | +3    | 49     |
| 10. | Naft al-Janoob SC        | 36  | 8  | 15 | 13 | 036:420 | −6    | 39     |
| 11. | Naft Maysan SC           | 36  | 8  | 15 | 13 | 028:360 | −8    | 39     |
| 12. | Al-Hedod SC              | 36  | 8  | 14 | 14 | 035:460 | −11   | 38     |
| 13. | Al-Kahrabaa SC           | 36  | 8  | 14 | 14 | 024:360 | −12   | 38     |
| 14. | al-Bahri SC (N)          | 36  | 9  | 8  | 19 | 042:630 | −21   | 35     |
| 15. | Karbala SC               | 36  | 6  | 15 | 15 | 024:460 | −22   | 33     |
| 16. | Zakho SC                 | 36  | 2  | 18 | 16 | 018:510 | −33   | 24     |
| 17. | al-Hussein SC (N)        | 36  | 3  | 14 | 19 | 023:520 | −29   | 23     |
| 18. | al-Samawa SC             | 36  | 3  | 13 | 20 | 026:470 | −21   | 22     |
| 19. | al-Karkh SC              | 36  | 3  | 11 | 22 | 024:650 | −41   | 20     |
| 20. | Erbil SC 1               | 0   | 0  | 0  | 0  | 000:000 | ±0    | 0      |

(M): Amtierender Meister: al-Zawraa SC

(P): Amtierender Pokalsieger: al-Quwa al-Dschawiya

(N): Aufsteiger aus der Iraq Division One 2015/16: al-Hussein SC & al-Bahri SC